# Lovecraft: Fear of the Unknown
Lovecraft: Fear of the Unknown (en español Lovecraft: miedo a lo desconocido) es un documental de 2008 dirigido por Frank Woodward que examina la vida, el trabajo y la mente del escritor estadounidense H. P. Lovecraft, creador de los Mitos de Cthulhu.
La película presenta entrevistas con Guillermo del Toro, Neil Gaiman, John Carpenter, Peter Straub, Caitlín R. Kiernan, Ramsey Campbell, Stuart Gordon, S. T. Joshi, Robert M. Price y Andrew Migliore.

## Lanzamiento y recepción
La película fue lanzada en Blu-ray y DVD en los Estados Unidos el 27 de octubre de 2009.
Johnny Butane, del sitio web Dread Central, le dio a la película una puntuación de 4 sobre 5, calificándola como un "documental sólido que seguramente atraerá a todos, desde lectores casuales de Lovecraft hasta los fanáticos más incondicionales".

## Premios
La película ganó el premio al mejor documental en el Convención Internacional de Cómics de San Diego de 2008. Fue selección oficial en: Cinema Du Parc en colaboración con The Fantasia Festival 2008; Erie Horror Film Festival 2008; Buenos Aires Rojo Sangre Festival 2008; Shriekfest Horror Film Festival 2008; The H.P. Lovecraft Film Festival 2008; TromaDance 2009 y Porto Alegre, Fantaspoa Festival de Brasil 2009.